# Solonia reflexa
Solonia reflexa är en viveväxtart som beskrevs av Ignatz Urban. Solonia reflexa ingår i släktet Solonia och familjen viveväxter. Inga underarter finns listade i Catalogue of Life.